# RC Relizane
Der Rapide Club de Relizane (RC Relizane) ist ein algerischer Fußballverein aus Relizane. Er trägt seine Heimspiele im Stade Tahar Zoughari aus.

## Geschichte
Der Verein wurde 1934 gegründet. Sein größter Erfolg war die Teilnahme an den afrikanischen Wettbewerb. 1990 durfte der Klub im African Cup Winners’ Cup antreten, obwohl er weder den Pokal gewinnen konnte noch im Finale stand. Dort schied er in der ersten Spielrunde gegen den tunesischen Vertreter Club Africain Tunis nach zwei Niederlagen aus.
Anschließend stieg der langjährige algerische Erstligist bis in den regionalen Amateurbereich ab, kehrte aber 2015 in die höchste Spielklasse zurück. Dort hielt die Mannschaft in der ersten Spielzeit auf dem letzten Nichtabstiegsplatz dank des besseren direkten Vergleichs gegenüber dem punktgleichen Konkurrenten USM Blida die Klasse, stieg aber im Folgejahr als Drittletzter der Tabelle in die Zweitklassigkeit ab.

## Statistik in den CAF-Wettbewerben
| Wettbewerb                    | Runde    | Gegner              | Hinspiel | Rückspiel |  |
| ----------------------------- | -------- | ------------------- | -------- | --------- |  |
|                               |          |                     |          |           |  |
| African Cup Winners’ Cup 1990 | 1. Runde | Club Africain Tunis | 1:4 (H)  | 0:2 (A)   |  |